# Dursley
Dursley  é uma paróquia e uma cidade comercial de Stroud, no condado de  Gloucestershire, na Inglaterra. De acordo com o Censo de 2011, tinha 6697 habitantes. Tem uma área de 4,62  km².